# Lluïsa Cristina de Savoia-Carignan
Lluïsa Cristina de Savoia-Carignan (en francès Louise-Christine de Savoie-Carignan) va néixer a París l'1 d'agost de 1627 i va morir a la mateixa capital francesa el 7 de juliol de 1689. Era una princesa savoiana, filla del príncep de Carignan Tomàs (1596-1656) i de la comtessa Maria de Borbó-Condé (1606-1692).

## Matrimoni i fills
Amb l'ajuda del rei Lluís XIV, es va poder concertar el casament de Lluïsa Cristina amb un príncep de Baden. El 15 de març de 1653 es va casar a París amb el príncep de Baden Ferran Maximilià (1625-1669), fill de Guillem de Baden-Baden (1593-1677) i de la seva primera dona Caterina Úrsula de Hohenzollern-Hechingen (1610-1640). El matrimoni va tenir un fill, Lluís Guillem de Baden-Baden (1655-1707), que es casà amb Sibil·la Augusta de Saxònia-Lauenburg (1675-1733).
Tres mesos després d'haver tingut el fill, Ferran Maximilià volgué tornar a Baden i va deixar la Cort de Versalles, on inicialment s'havien instal·lat. Lluïsa Cristina s'hi negà i el seu marit s'endugué també el seu fill.